# Віла-ду-Корву
Ві́ла-ду-Ко́рву (порт. Vila do Corvo; МФА: [ˈvi.ɫɐ du ˈkoɾ.vu]) — муніципалітет і містечко в Португалії, в автономному регіоні Азорські острови. Розташований на острові Корву в Атлантичному океані, на теренах історичної португальської провінції Азори. Належить до Ангрської діоцезії Католицької церкви в Португалії. Права міського самоврядування має з 1832 року.   Площа муніципалітету — 17,13 км², населення муніципалітету — 430 ос. (2011); густота населення — 25,1 осіб/км²
. Патрон — Діва Марія. Святковий день муніципалітету — 20 червня. Поштовий індекс — 9980.  Код місцевої адміністративної одиниці — 2003. Складова статистичного регіону Азори.

## Географія
Віла-ду-Корву розташована на Азорських островах в Атлантичному океані, на острові Корву.

### Клімат
Місто знаходиться у зоні, котра характеризується морським кліматом. Найтепліший місяць — серпень із середньою температурою 23.3 °C (74 °F). Найхолодніший місяць — лютий, із середньою температурою 13.9 °С (57 °F).
| Клімат Корву            | Клімат Корву | Клімат Корву | Клімат Корву | Клімат Корву | Клімат Корву | Клімат Корву | Клімат Корву | Клімат Корву | Клімат Корву | Клімат Корву | Клімат Корву | Клімат Корву | Клімат Корву |
| Показник                | Січ.         | Лют.         | Бер.         | Квіт.        | Трав.        | Черв.        | Лип.         | Серп.        | Вер.         | Жовт.        | Лист.        | Груд.        | Рік          |
| Абсолютний максимум, °C | 20           | 20           | 22           | 21           | 22           | 27           | 28           | 28           | 28           | 26           | 25           | 21           | 28           |
| Середній максимум, °C   | 16           | 15           | 16           | 17           | 18           | 21           | 24           | 25           | 23           | 21           | 18           | 17           | 20           |
| Середня температура, °C | 14           | 13           | 14           | 15           | 16           | 19           | 21           | 23           | 21           | 19           | 16           | 15           | 18           |
| Середній мінімум, °C    | 13           | 12           | 12           | 13           | 15           | 17           | 19           | 21           | 20           | 17           | 15           | 14           | 16           |
| Абсолютний мінімум, °C  | 7            | 6            | 6            | 7            | 10           | 11           | 15           | 13           | 11           | 12           | 7            | 8            | 6            |
| Норма опадів, мм        | 150          | 120          | 110          | 60           | 50           | 40           | 30           | 50           | 90           | 80           | 80           | 80           | 1010         |
| Днів з дощем            | 13           | 12           | 13           | 7            | 6            | 3            | 2            | 5            | 7            | 8            | 7            | 8            | 96           |
| Вологість повітря, %    | 82           | 82           | 81           | 81           | 82           | 84           | 81           | 80           | 80           | 79           | 80           | 81           | 81           |
| ----------------------- | ------------ | ------------ | ------------ | ------------ | ------------ | ------------ | ------------ | ------------ | ------------ | ------------ | ------------ | ------------ | ------------ |
| Джерело: Weatherbase    |              |              |              |              |              |              |              |              |              |              |              |              |              |

## Населення
| Кількість мешканців | Кількість мешканців | Кількість мешканців | Кількість мешканців | Кількість мешканців | Кількість мешканців | Кількість мешканців | Кількість мешканців | Кількість мешканців | Кількість мешканців | Кількість мешканців | Кількість мешканців | Кількість мешканців | Кількість мешканців | Кількість мешканців | Кількість мешканців |
| ------------------- | ------------------- | ------------------- | ------------------- | ------------------- | ------------------- | ------------------- | ------------------- | ------------------- | ------------------- | ------------------- | ------------------- | ------------------- | ------------------- | ------------------- | ------------------- |
| 1864                | 1878                | 1890                | 1900                | 1911                | 1920                | 1930                | 1940                | 1950                | 1960                | 1970                | 1981                | 1991                | 2001                | 2011                |                     |
| 883                 | 880                 | 806                 | 808                 | 746                 | 661                 | 676                 | 691                 | 728                 | 681                 | 485                 | 370                 | 393                 | 425                 | 430                 |                     |